# Belleville (Deux-Sèvres)
Pour les articles homonymes, voir Belleville.
Belleville est une ancienne commune du centre-ouest de la France située dans le département des Deux-Sèvres en région Nouvelle-Aquitaine.
Le 1er janvier 2018, elle devient commune déléguée au sein de la nouvelle commune de Plaine-d'Argenson.

## Géographie

### Communes limitrophes
|                                         | Prissé-la-Charrière      |                  |
| Dœuil-sur-le-Mignon (Charente-Maritime) | Belleville               | Villiers-en-Bois |
|                                         | Saint-Étienne-la-Cigogne | Boisserolles     |

## Toponymie
Il s'agit d'une Bella Villa, un « beau domaine ».

## Histoire
Le bourg est créé par défrichement de la forêt de Chizé. Afin d’attirer de nouveaux habitants, le comte de Poitiers accorde des franchises au bourg. Belleville est donné deux siècles plus tard par Charles VII à Chrétien Chambers, capitaine de la garde écossaise.

## Héraldique
| Blason de Belleville | Blason  | Tiercé en pairle renversé: au 1er de gueules à trois tours d'or, ouvertes et ajourées de sable, au 2e d'azur à trois têtes de lion d'or lampassées de gueules, au 3e d'argent à deux haches de sable passées en sautoir. |
| Blason de Belleville | Détails | Le statut officiel du blason reste à déterminer. |

## Politique et administration

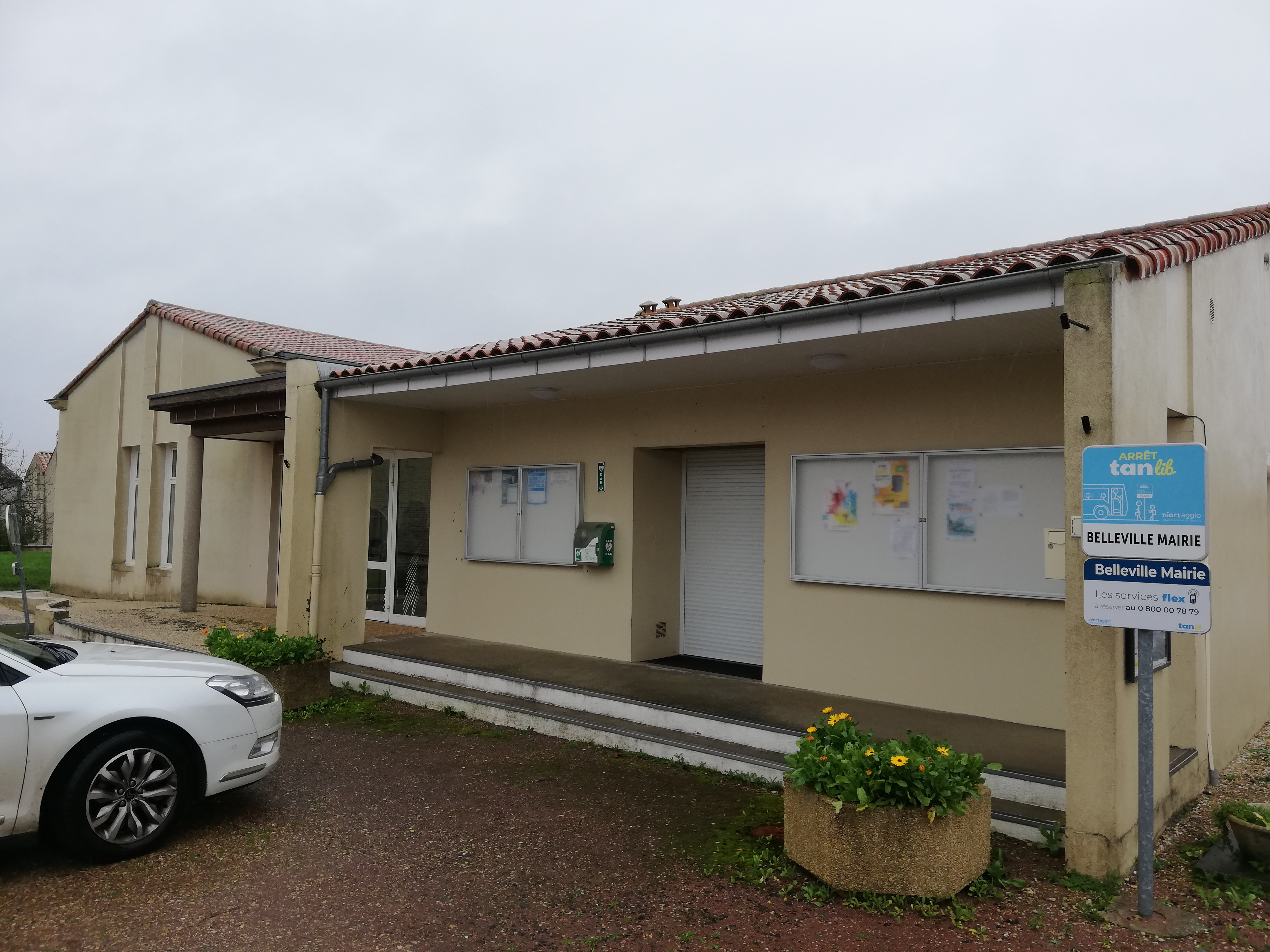
Mairie annexe

| Période                                  | Période        | Identité              | Étiquette | Qualité |
| ---------------------------------------- | -------------- | --------------------- | --------- | ------- |
| Mars 2008                                | Mars 2014      | Thierry Bureau        |           |         |
| Mars 2014                                | Septembre 2014 | Alain Laudes          |           |         |
| Septembre 2014                           |                | Jean-François Salanon |           |         |
| Les données manquantes sont à compléter. |                |                       |           |         |

## Démographie
L'évolution du nombre d'habitants est connue à travers les recensements de la population effectués dans la commune depuis 1793. Pour les communes de moins de 10 000 habitants, une enquête de recensement portant sur toute la population est réalisée tous les cinq ans, les populations de référence des années intermédiaires étant quant à elles estimées par interpolation ou extrapolation. Pour la commune, le premier recensement exhaustif entrant dans le cadre du nouveau dispositif a été réalisé en 2005.

En 2015, la commune comptait 133 habitants, en évolution de +14,66 % par rapport à 2009 (Deux-Sèvres : +0,18 %, France hors Mayotte : +2,11 %).
| 1793 | 1800 | 1806 | 1821 | 1831 | 1836 | 1841 | 1846 | 1851 |
| ---- | ---- | ---- | ---- | ---- | ---- | ---- | ---- | ---- |
| 177  | 169  | 167  | 199  | 223  | 185  | 227  | 203  | 195  |

| 1856 | 1861 | 1866 | 1872 | 1876 | 1881 | 1886 | 1891 | 1896 |
| ---- | ---- | ---- | ---- | ---- | ---- | ---- | ---- | ---- |
| 198  | 200  | 180  | 193  | 183  | 175  | 173  | 193  | 193  |

| 1901 | 1906 | 1911 | 1921 | 1926 | 1931 | 1936 | 1946 | 1954 |
| ---- | ---- | ---- | ---- | ---- | ---- | ---- | ---- | ---- |
| 198  | 195  | 197  | 175  | 174  | 187  | 164  | 159  | 146  |

| 1962 | 1968 | 1975 | 1982 | 1990 | 1999 | 2005 | 2006 | 2010 |
| ---- | ---- | ---- | ---- | ---- | ---- | ---- | ---- | ---- |
| 131  | 117  | 108  | 111  | 82   | 90   | 103  | 105  | 120  |

| 2015 | - | - | - | - | - | - | - | - |
| ---- | - | - | - | - | - | - | - | - |
| 133  | - | - | - | - | - | - | - | - |

## Lieux et monuments
- Monument aux morts (par Maurice Tessier, de Marsais).
- Église Sainte-Marie. L'édifice a été inscrit au titre des monuments historique en 1927[7].